# Armando Todeschini
Armando Todeschini (Casale Monferrato, 18 agosto 1918 – ...) è stato un calciatore italiano, di ruolo difensore.

## Carriera
Nella stagione 1937-1938, non ancora ventenne, esordisce con i nerostellati del Casale, disputando una partita nel campionato di Serie C, che vince, conquistando quindi la promozione in Serie B. Viene riconfermato anche per la nuova categoria, nella quale nel corso della stagione 1938-1939 gioca in totale 4 partite. Rimane a Casale Monferrato anche per la stagione 1939-1940, disputata nuovamente in Serie C, campionato nel quale Todeschini gioca stabilmente da titolare, giocando tutte e 28 le partite in programma e segnando anche 3 reti.
Nel 1941 si accasa alla Biellese, con cui nella stagione 1941-1942 gioca tutte e 30 le partite in programma nel campionato di Serie C, segnando anche una rete; viene riconfermato anche per la stagione 1942-1943, nella quale contribuisce alla vittoria del campionato da parte dei bianconeri giocando 18 partite su 22 in programma e segnando anche 2 reti. Nella stagione 1943-1944 è ancora a Biella, e gioca 15 partite nella Divisione Nazionale 1944, che per quella stagione per le squadre del centro e del nord Italia sostituiva il campionato di Serie A, interrotto per cause belliche.
Nella stagione 1945-1946 gioca 20 delle 22 partite del campionato di Serie B-C Alta Italia (seconda divisione italiana per quella stagione), segnandovi anche una rete.

## Palmarès

### Club

#### Competizioni nazionali
- Serie C: 2

Casale: 1937-1938 (girone C)
Biellese: 1942-1943 (girone E)